# Gollania longii
Gollania longii är en bladmossart som beskrevs av Masanobu Higuchi 2001. Gollania longii ingår i släktet Gollania och familjen Hypnaceae. Inga underarter finns listade i Catalogue of Life.